# Scared of Heights
«Scared of Heights» (укр. Боюся висоти) — пісня ісландської співачки Гери Бйорк, з якою вона представляла Ісландію на Пісенному конкурсі Євробачення 2024 в Мальме, Швеція після перемоги на національному відборі Söngvakeppnin 2024.

## Про пісню
«Scared of Heights» написали Феррас Алкаісі, Асдіс Марія Відарсдоттір, Яро Омар і Майкл Бурек. В аналізі Івана Трейо з ESCPlus пісня описана як балада, у якій йдеться «про подолання страху та пошук сили перед лицем труднощів». 27 січня 2024 року Гера Бйорк була оголошена учасницею Söngvakeppnin 2024, національного відбору Ісландії для Пісенного конкурсу Євробачення 2024, а пісня була офіційно опублікована днем пізніше.

## Söngvakeppnin 2024
Ríkisútvarpið (RÚV), ісландський мовник, організував відбір Söngvakeppnin 2024, який складався з 10 заявок, щоб вибрати учасника від Ісландії для Євробачення 2024. Відбір був розділений на два півфінали — 17 і 24 лютого 2024 року, — що складалися з п'яти пісень. Два фіналісти в кожному півфіналі визначалися шляхом телеголосуванням, а п'ятого фіналіста обирали RÚV. У великому фіналі, який відбувся 2 березня, були відібрані дві заявки, які пройшли до суперфіналу, де і визначався переможець Söngvakeppnin 2024.
27 січня 2024 року в програмі RÚV Lögin i Söngvakeppninni пісня «Scared of Heights» Гери Бйорк була оголошена як конкурсна на національному відборі. Вона потрапила до другого півфіналу й мала виступати під п'ятим номером. «Scared of Heights» вдалося пройти до фіналу в одному з чотирьох місць телеголосування. У суперфіналі фіналі пісня посідала друге місце після Башара Мурада з «Wild West». У суперфіналі, попри різницю в 15 000 голосів у першому турі з Мурадом, Бйорк змогла набрати майже на 20 000 голосів більше, ніж у другому турі, вигравши у Мурада на 3340 голосів. 11 березня Бйорк погодилася представляти Ісландію на Євробаченні 2024.
| Фінал      | Фінал       | Фінал   | Фінал                  | Фінал             |
| Місце      | Виконавець  | Балів   | Глядачі                | Журі              |
| ---------- | ----------- | ------- | ---------------------- | ----------------- |
| 1          | Башар Мурад | 47 663  | 26 359                 | 21 304            |
| 2          | Гера Бйорк  | 32 067  | 15 406                 | 16 661            |
| 3          | Сігга Озк   | 30 709  | 14 595                 | 16 114            |
| 4          | Væb         | 29 383  | 15 727                 | 13 656            |
| 5          | Аніта       | 24 600  | 10 124                 | 14 476            |
| Суперфінал |             |         |                        |                   |
| Місце      | Виконавець  | Балів   | 1 раунд (глядачі+журі) | 2 раунд (глядачі) |
| 1          | Гера Бйорк  | 100 835 | 32 067                 | 68 768            |
| 2          | Башар Мурад | 97 495  | 47 663                 | 49 832            |

### Суперечки щодо голосування
Одразу після Söngvakeppnin 2024 з'явилися численні заяви про збої в голосуванні. Ісландські глядачі повідомили в соціальних мережах, що програма RÚV Stjörnur, яка використовувалася для телеголосування, дала збій під час суперфіналу. Пізніше цю претензію відхилила директорка з маркетингу та комунікацій Vodafone Iceland Ліля Крістін Біргісдоттір. 3 березня один із авторів пісні «Wild West» Ейнар Храфн Стефанссон звернувся до третьої сторони з проханням провести розслідування ймовірних збоїв у голосуванні. Прохання задовольнили після того, як Асдіс Марія Відарсдоттір, одна з авторів «Scared of Heights», заявила про свій намір «розірвати зв'язки з піснею» через ймовірні збої 9 березня, посилаючись на «расизм проти палестинця» Мурада. Була створена петиція до продюсерів конкурсу, яку підписали понад 1200 осіб, з вимогою детально розслідувати голосування. Виконавчий продюсер Söngvakeppnin 2024 Рунар Фрейр Гісласон запевнив, що через додаток подали занадто мало голосів, щоб щось змінити в результаті, оскільки Бйорк отримала переважну більшість голосів шляхом дзвінків з телефонів та SMS.
10 березня ісландський новинний сайт Mannlíf повідомив, що Йогев Сегал, співробітник корпорації ізраїльського суспільного мовлення (IPBC/Kan), афілійованої з ЄМС, нібито розпочав кампанію, щоб перешкодити Мураду виграти конкурс, шляхом створення групи у Facebook, яка закликала своїх членів голосувати «проти» Мурада у фіналі.

## Пісенний конкурс Євробачення 2024
Пісенний конкурс Євробачення 2024 відбувся на Мальме-Арені в Мальме, Швеція, і складався з двох півфіналів, які пройшли 7 і 9 травня відповідно, і фіналу 11 травня 2024 року.

Під час жеребкування 30 січня 2024 року Ісландія потрапила до другої половини першого півфіналу шоу та виступила в ньому під восьмим номером. Пісня «Scared of Heights» отримала 3 бали від глядачів, з яких 2 — від Швеції та 1 — від Кіпру, посіла у півфіналі останнє місце, тому не змогла кваліфікуватися до фіналу Євробачення. 

Фрагменти виступу на Євробаченні 2024
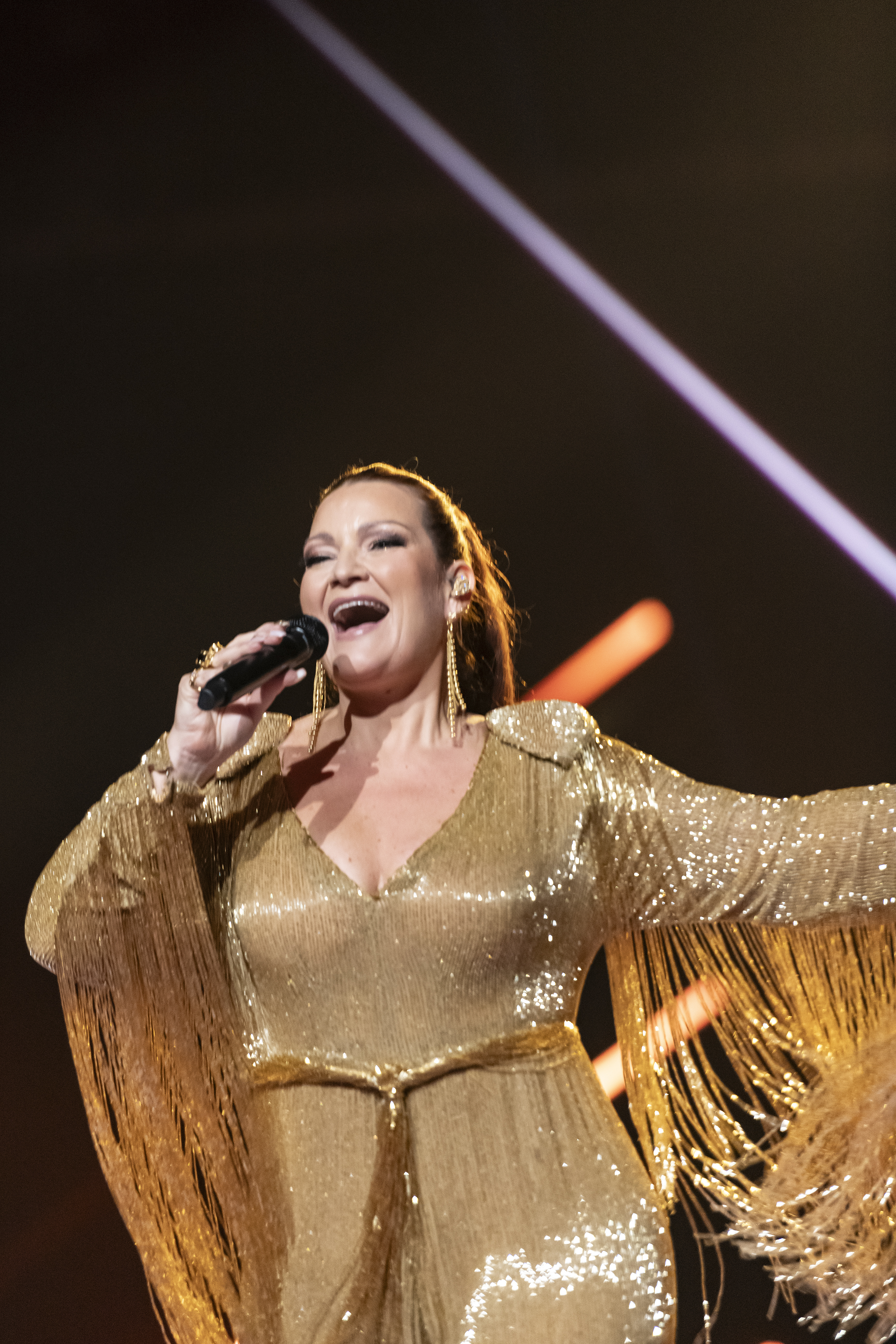
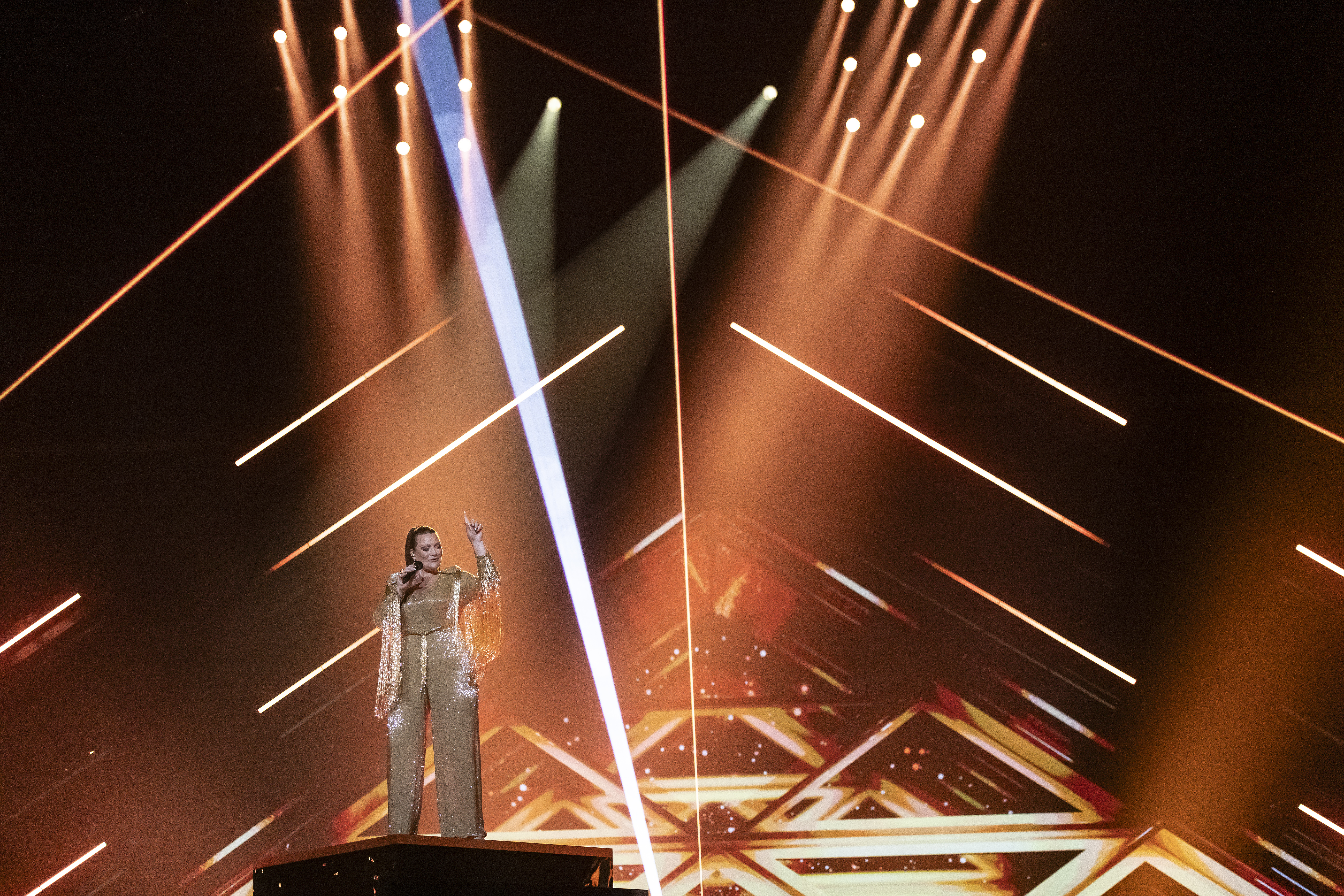
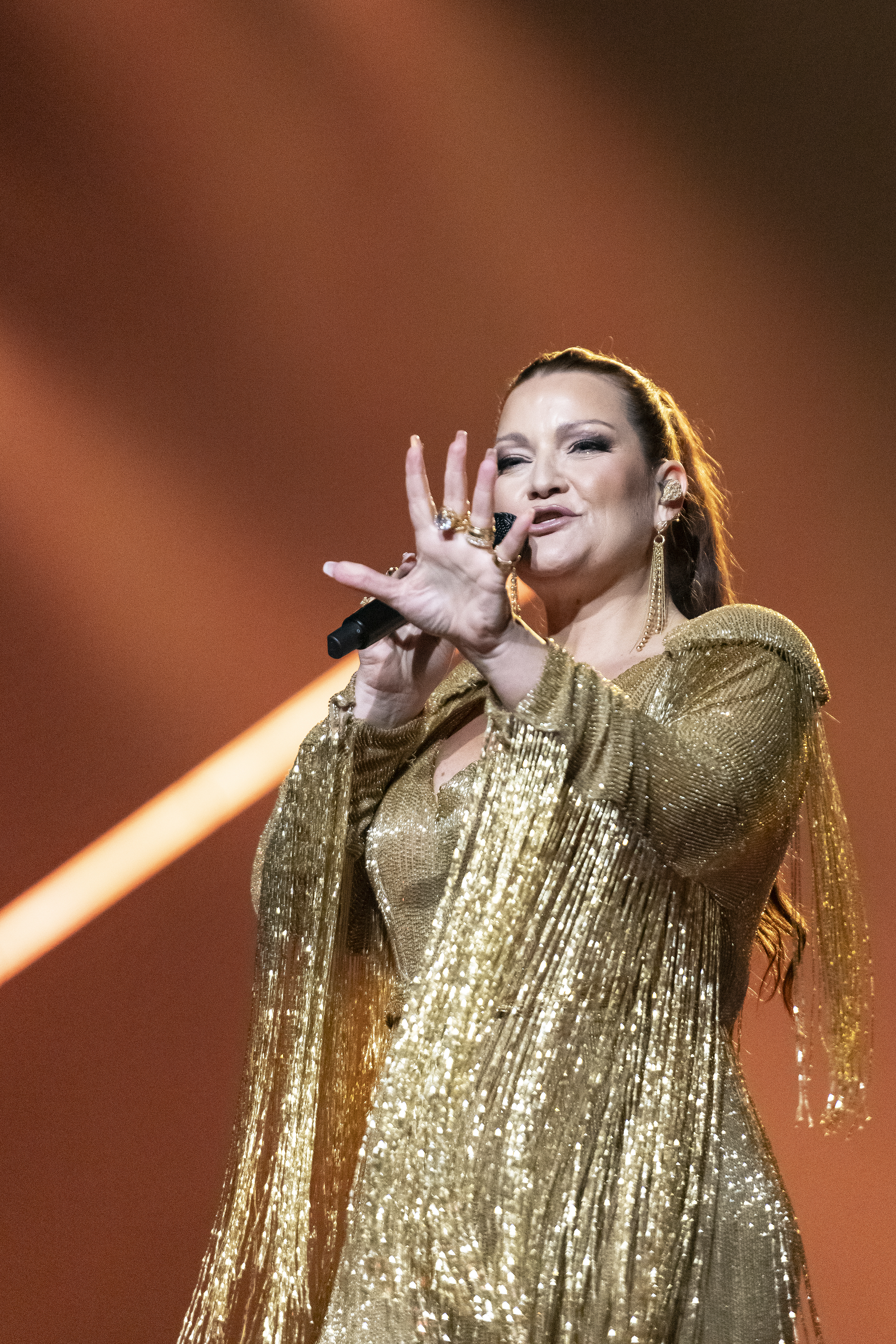
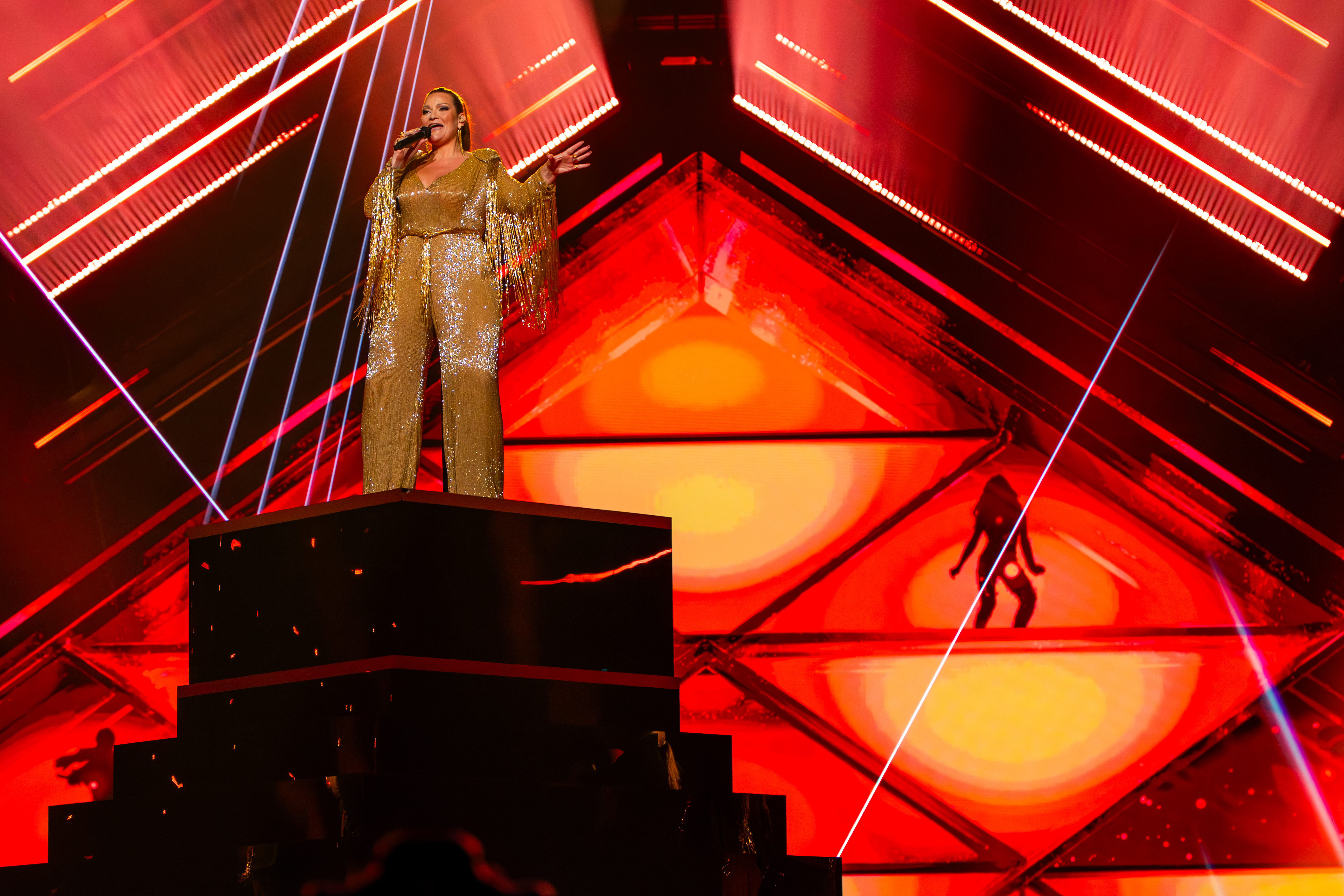
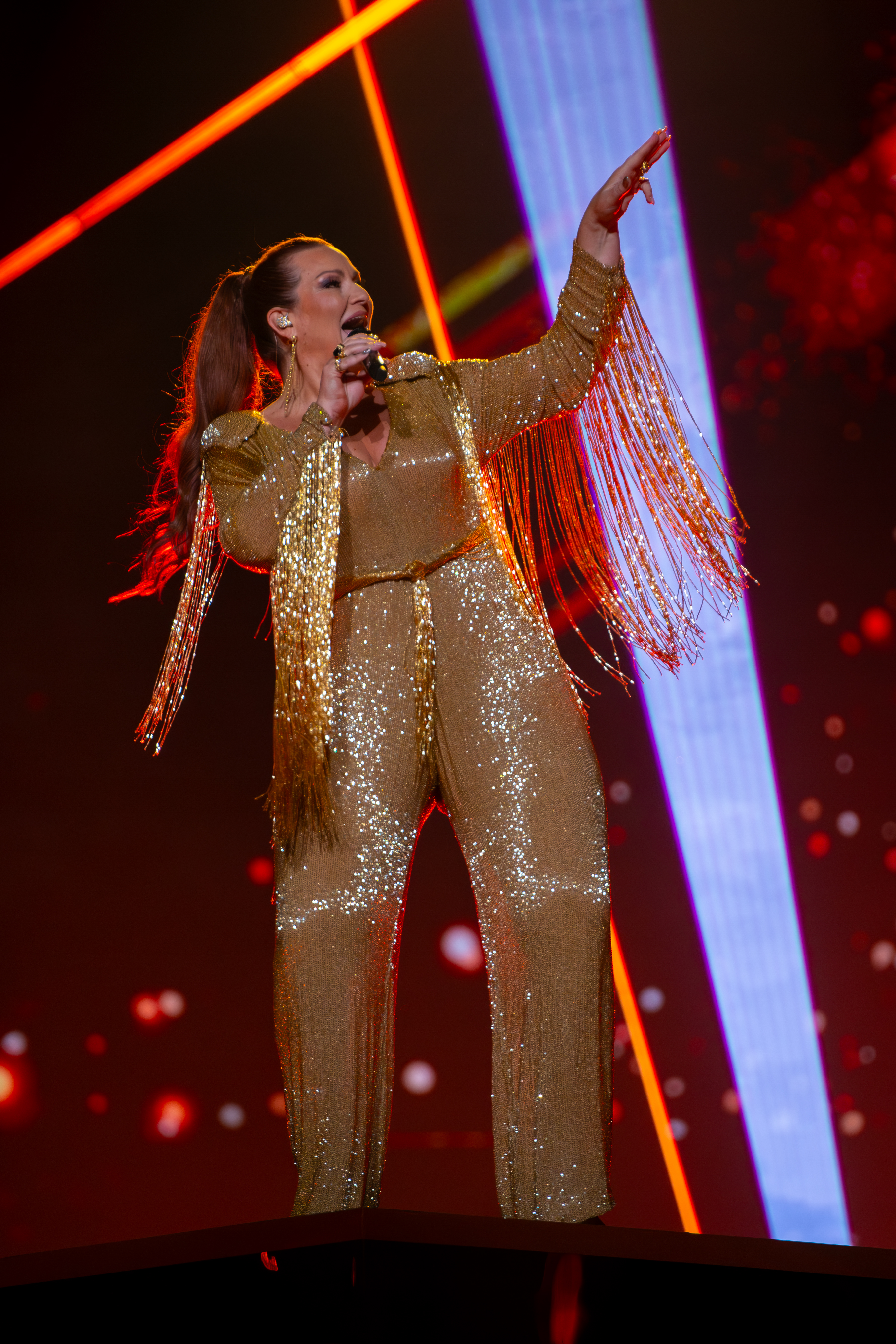
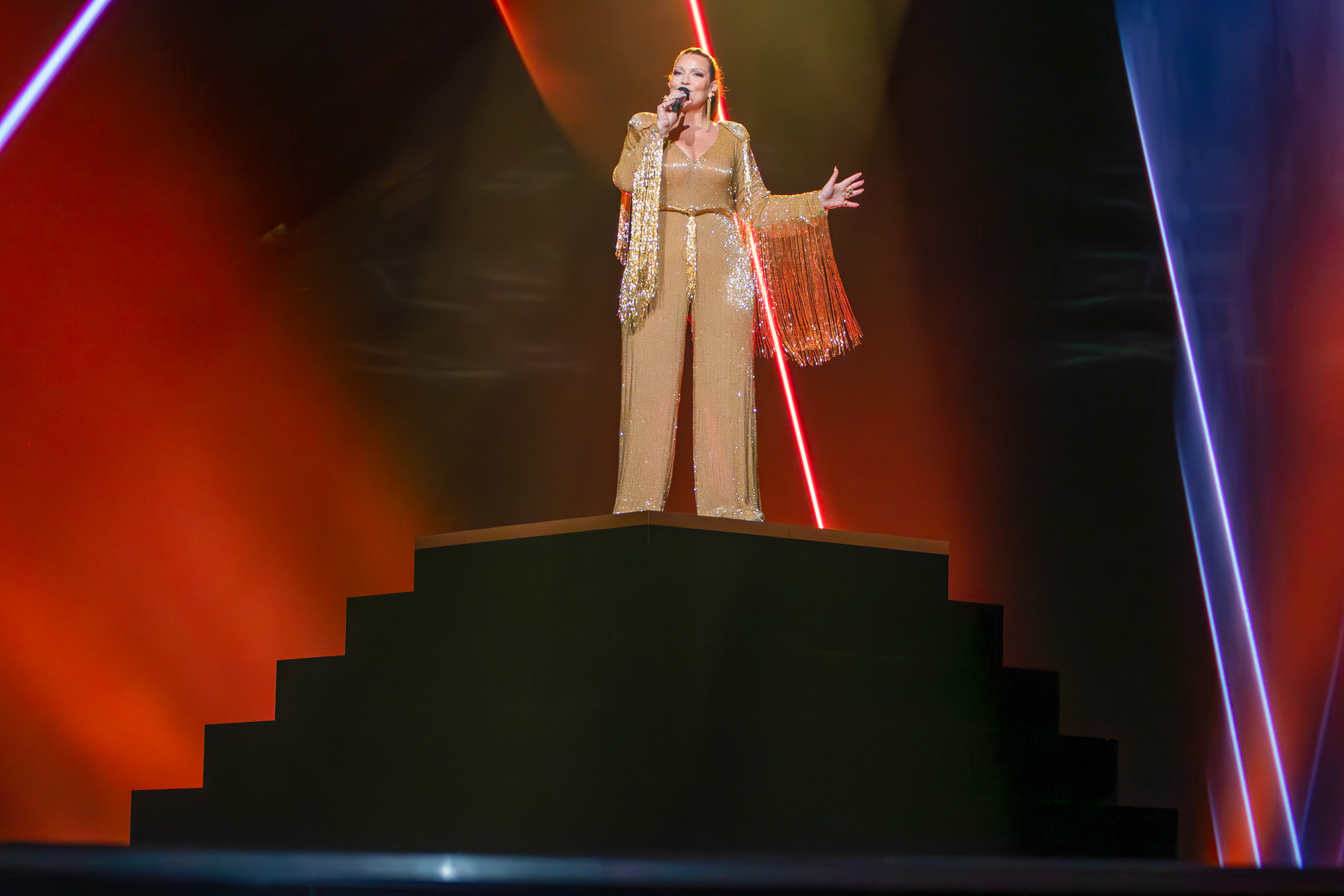